# Maragatería
La Maragatería és una comarca de la província de Lleó (comunitat autònoma de Castella i Lleó) que reuneix diverses subcomarques que són l'Alta i la Baixa Maragatería i dintre d'aquestes està la vella zona de la Somoza.

## Límits
Limita al nord amb la comarca de La Cepeda, al sud amb la comarca de La Valduerna, a l'occident amb la comarca del Bierzo i la de La Cabrera, i per l'orient amb La Vega del Tuerto i La Valduerna.

## Dades bàsiques
- Punt més alt: Teleno (2.188 m)
- Gentilici: maragato / maragata
- Capital: Astorga

## El seu nom
El seu veritable nom és País dels Maragatos, anteriorment era anomenada la Somoza.

## Municipis

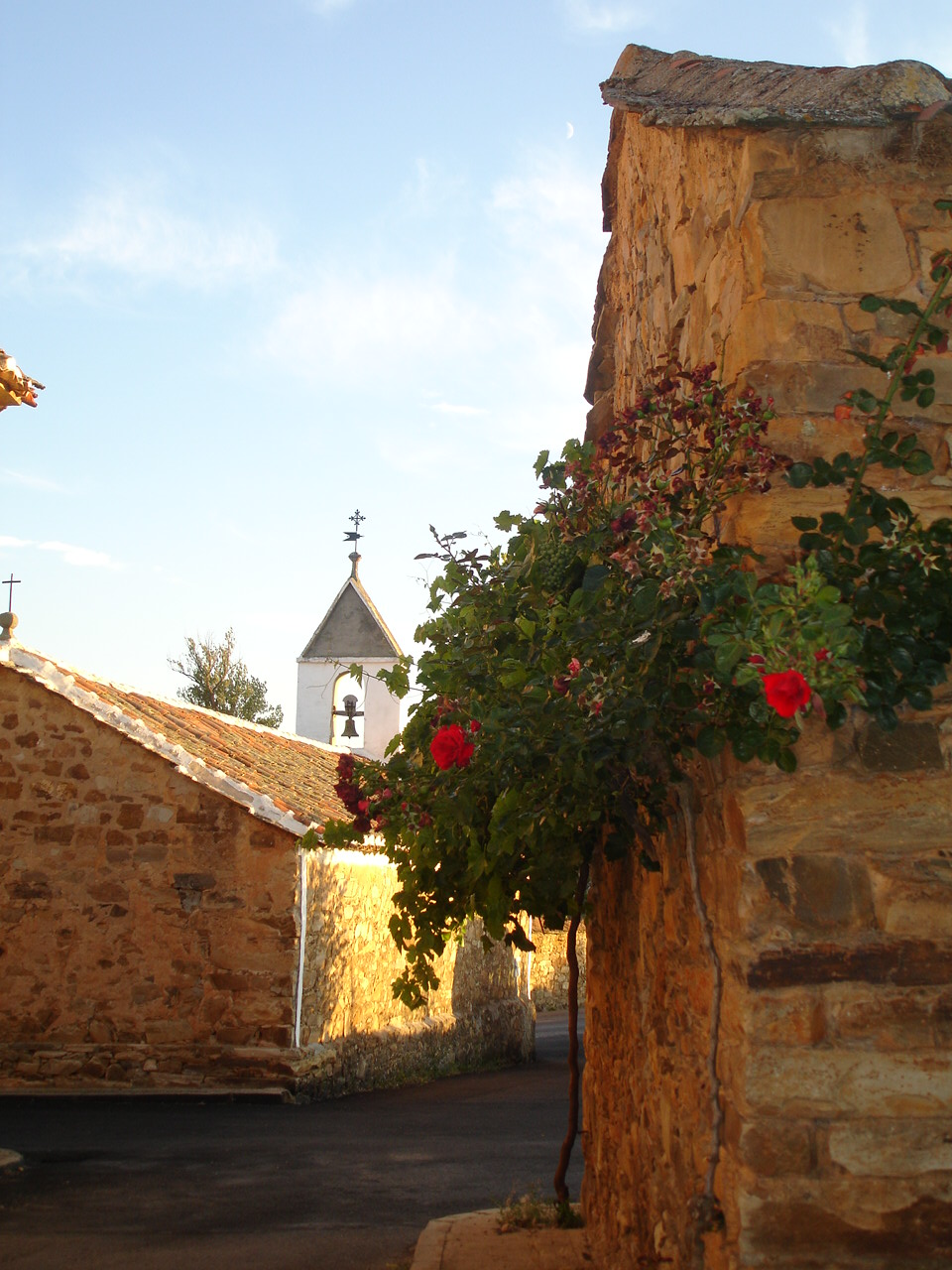
Construccions típiques maragates a Valdespino de Somoza.

La seva capital econòmica és la ciutat d'Astorga. La capital de l'Alta Maragatería actualment està a Santa Colomba de Somoza, mentre que la capital de la Baixa Maragatería està a Santiago Millas. La capital religiosa està a Luyego de Somoza, lloc on es troba la patrona dels maragatos, la Mare de Déu del Remei, si bé el bisbat es troba en la ciutat d'Astorga. Comprèn un total de set municipis: Astorga, Brazuelo, Lucillo, Luyego, Santa Colomba de Somoza, Val de San Lorenzo i Santiago Millas.

## Cultura i tradicions

### La Chifla o flauta maragata
La chifla o flauta maragata és l'instrument tradicional més representatiu de la comarca de la Maragatería, encara que el seu ús està estès a tota la província, especialment a El Bierzo. La chifla està lligada en el seu ús al tamboril, i el seu aprenentatge està lligat sobretot a la tradició familiar o als timbalers de la comarca. En els darrers anys, l'Ajuntament de Lleó ha ofert cursos de chifla i tamboril. A moltes comarques de la província de Lleó la chifla ha estat arraconada per altres instruments com la gaita o l'acordió a les festes tradicionals.

## Lingüística
La llengua predominant és el castellà, però amb important influència i presència del lleonès en la variant local coneguda com a maragatu. Tot i estar en perill de desaparició, hi ha diverses iniciatives des de les administracions de la comarca per a conservar i revitalitzar la parla tradicional de la zona, com cursets esporàdics de la llengua o premis de narracions.